# Otto Meissner
 (novembre 2018).
Pour les articles homonymes, voir Meissner.
Otto Lebrecht Eduard Meissner, né le 13 mars 1880 à Bischwiller (Alsace-Lorraine) et mort le 27 mai 1953 à Munich (République fédérale d'Allemagne), est un haut fonctionnaire et homme politique allemand.
Il est principalement connu pour avoir été un des conseillers les plus proches des présidents Ebert et Hindenburg à l’époque de la  république de Weimar, sans interruption de 1919 à 1934. Après la mort de Hindenburg en 1934, Hitler qui a repris les fonctions de ce dernier (en devenant « Führer et chancelier du Reich ») reconduit Meissner dans son poste de « chef de la chancellerie présidentielle », où il reste jusqu'en 1945 ; mais il est cantonné à un rôle de représentation. De 1947 à 1949, il est l’un des accusés du procès des Ministères, à Nuremberg, mais est finalement acquitté.

## Biographie
Son père est un fonctionnaire des Postes originaire de Prusse, grand patriote et héros de la guerre de 1870. Il avait été grièvement blessé au cours d’une action d'éclat, ce qui lui avait valu un avancement rapide et le fait d’être officier de réserve. Fier de son uniforme il aimait, le dimanche, se rendre à l'église en grande tenue et casque à pointe. Il tint à s'installer dans cette Alsace « reprise aux Français », au milieu de ses « frères allemands » qu'il pensait avoir « libérés », et y épousa une Alsacienne qui mourut jeune en lui laissant cinq enfants. Il se remaria alors avec une arrière-petite-fille du général Kléber ; une telle alliance devait rendre sa famille « intouchable » lors du retour des Français, à l'issue de la Première Guerre mondiale.
Le jeune Otto Meissner grandit donc dans une ambiance particulière qui n'est pas rare dans les milieux germano-alsaciens, où un profond patriotisme allemand n'est pas jugé incompatible avec une culture française assez poussée. En l'occurrence s'y ajoute le culte du général Kléber apporté sa belle-mère, laquelle sait donner aux orphelins toute l'affection nécessaire.
Après des études de droit de 1898 à 1903 à Strasbourg et Berlin, Otto Meissner reçoit le grade de docteur à l'université d'Erlangen. En 1908 il entre dans les Chemins de fer impériaux d’Alsace-Lorraine et épouse une jeune fille, elle aussi de père allemand et mère alsacienne. De 1915 à 1917, pendant la Première Guerre mondiale, il sert dans le 136e régiment d'infanterie de l'armée prussienne et devient ensuite chargé d'affaires à Bucarest, puis à Kiev auprès du gouvernement ukrainien.

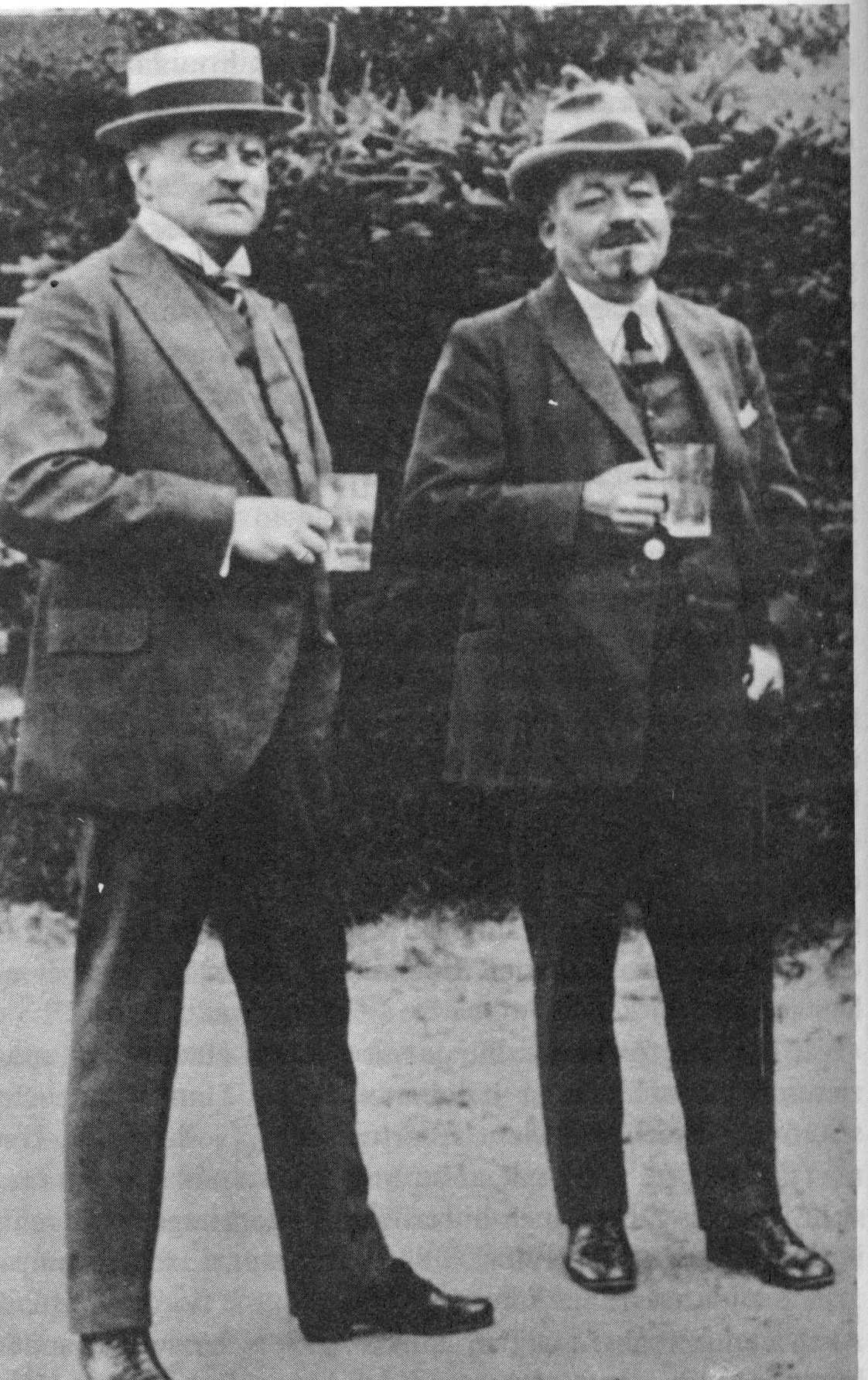
Meissner et le président Ebert en cure à Bad Mergentheim, 1922.

En 1918, du fait de ses compétences exceptionnelles, les nouvelles autorités françaises auraient bien voulu lui confier la direction des Chemins de fer d'Alsace-Lorraine. Dans d'autres circonstances il aurait peut-être préféré rentrer chez lui, en Alsace, mais l'après-guerre y est marqué par un virulent anti-germanisme. Son fils Hans-Otto, devenu écrivain par la suite, raconte les scènes auxquelles il a dû assister, comme l'expulsion de leurs amis Sonnemann ; même s'il se savait invinciblement protégé par l'ombre tutélaire du « bon oncle Kléber », le jeune enfant en a été profondément marqué. Otto Meissner reste donc à Berlin, comme d'autres membres de l'intelligentsia alsacienne, et ses qualités manquent à la reconstruction de la province française. Grâce aux protections dont elle jouit, sa famille peut le rejoindre en emportant tous ses meubles et son argent. Ce traitement de faveur explique probablement l'attitude modérée qu'il a eue par la suite vis-à-vis de la France.

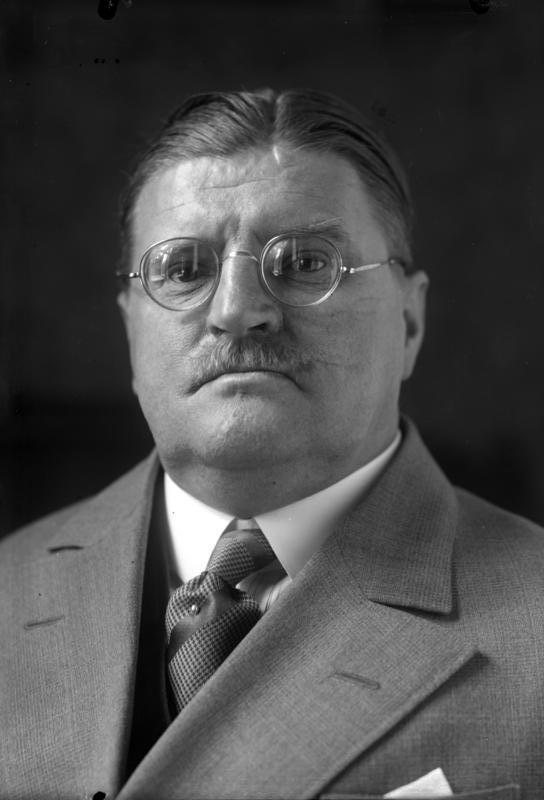
Otto Meissner en 1930.

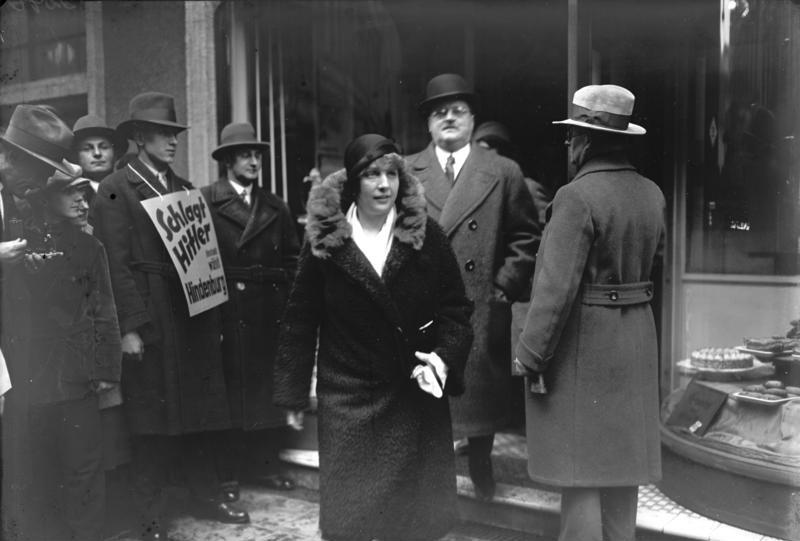
Otto Meissner à la sortie d'un bureau de vote, pour l’élection présidentielle allemande de 1932. Un partisan de Hindenburg porte une pancarte autour du cou qui dit : Schlagt Hitler « Battez Hitler ».

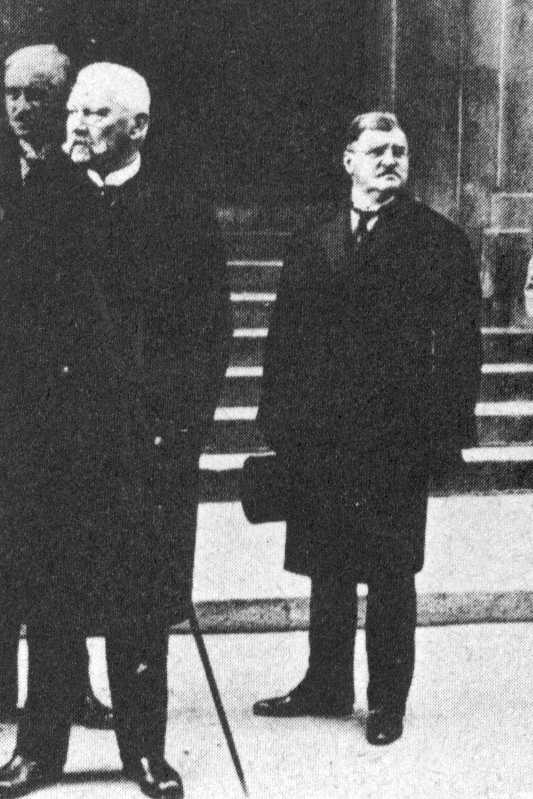
Le président Hindenburg et Meissner, 1932.

En 1919, il devient conseiller de Friedrich Ebert, président du Reich. L'écrivain Ernst von Salomon rapporte l'anecdote selon laquelle Meissner, alors inconnu, s'est distingué aux yeux d'Ebert en lui apportant des reçus correspondants aux montants des infrastructures construites en Ukraine pendant l'occupation allemande (1917-1918). Meissner, alors « responsable ferroviaire pour le front de l'Est », aurait contraint Petlioura à signer ces reçus juste avant son départ de Kiev que les Allemands étaient sur le point d'évacuer. Ebert se serait servi de ces reçus comme monnaie d'échange dans une négociation avec une commission alliée qui voulait confisquer des avoirs allemands en Ukraine.
En 1920 il devient chef du cabinet de Friedrich Ebert puis secrétaire d'État en 1923. Il continue de servir à ce poste Paul von Hindenburg qui succède à Ebert en 1925 comme président du Reich.
Son rôle dans l'accession au pouvoir d'Adolf Hitler demeure controversé. En tant que proche conseiller de Hindenburg, membre de la camarilla, il a sans doute eu une influence majeure sur le choix de Hitler par Hindenburg, notamment en tant qu'intermédiaire dans les pourparlers qui se sont tenus entre nazis et conservateurs et qui ont abouti à l'accession de Hitler au poste de chancelier, le 30 janvier 1933.
Après l'arrivée de Hitler au pouvoir, il conserve son poste, rebaptisé en 1934 « chef du bureau de la chancellerie présidentielle » en raison de la fusion des postes de chancelier et de président, fusion confirmée par le plébiscite du 19 août 1934 quelques jours après la mort de Hindenburg. Robert Heitz écrit à son sujet : « A-t-il, comme on l'a prétendu, falsifié le testament de Hindenburg pour permettre à Hitler d'accéder au pouvoir ? Je n'en sais rien, ni âme qui vive sans doute : ce ne sont pas là des choses à carillonner sur les toits. Mais j'ai l'impression que si vraiment Hitler lui avait été redevable de ce service capital, il n'aurait pas hésité à se débarrasser d'un témoin aussi gênant.
Conservant toujours ce poste, il accède au rang de ministre d'État mais il est relégué à des fonctions de représentation. C’est à ce poste qu’il serait arrivé à obtenir de Hitler la grâce de Robert Heitz, condamné à mort. Ce dernier se demandait comment il avait réussi : « le Dr Strölin, quand je lui parlais de l'affaire, admettait que le vieux renard de la chancellerie [Meissner] avait glissé le document bénéfique, parmi une liasse d'autres signatures, à Hitler, un jour qu'il le savait pressé. »
À ce titre, il est arrêté par les Alliés le 23 mai 1945, jugé à Nuremberg au procès des Ministères, et acquitté le 14 avril 1949. En mai 1949 il est poursuivi à nouveau comme « compagnon de route » mais la procédure est forclose en 1952.

## Jugement des contemporains et de la postérité
Voici comment André François-Poncet, qui fut pendant de nombreuses années ambassadeur de France à Berlin, a décrit rétrospectivement Meissner : « Quelqu’un d’apoplectique, de joufflu et de très corpulent – il était engoncé dans tous ses costumes  –, avec un regard timide derrière d’épaisses lunettes, une personnalité indéchiffrable, en bons termes avec tous les gouvernements et mis au courant de tous les secrets ». Ce qui est incontestable, c’est que, de 1919 à 1939, il a vécu avec sa famille au palais présidentiel et a exercé une grande influence sur le chef de l’État allemand.
Cette influence sur Hindenburg, le deuxième président du Reich, était déjà regardée comme considérable par ses contemporains. En 1932, le Zwölf Uhr Blatt envisagea même qu’il pourrait être nommé au poste de chancelier du Reich, en ajoutant toutefois que pratiquement il n’en avait pas besoin : « Dans son poste de secrétaire d’État, il avait  une influence à peine plus faible sur les affaires politiques ».

## Publications
- "Die Reichsverfassung. Das neue Reichstaatsrecht für den Praktischen Gebrauch", Berlin, 1919
- "Das neue Staatsrecht des Reichs und seiner Länder", Berlin, 1921
- "Grundriß der Verfassung und Verwaltung des Reichs und Preußens nebst Verzeichnis der Behörden und ihres Aufgabenkreises", Berlin, 1922
- "Staatsrecht des Reichs und seiner Länder", Berlin, 1923
- "Staats- und Verwaltungsrecht im Dritten Reich", Berlin, 1935
- "Deutsches Elsaß, deutsches Lothringen. Ein Querschnitt aus Geschichte, Volkstum und Kultur", Berlin, 1941
- "Elsaß und Lothringen, Deutsches Land, Verlkagsanstalt Otto Stollberg", (324 s.), Berlin, 1941.
- "Staatssekretär unter Ebert, Hindenburg, Hitler. Der Schicksalsweg des deutschen Volkes von 1918 – 1945. Wie ich ihn erlebte", Hamburg, 1951 (Secrétaire d'État sous Ebert, Hindenburg et Hitler)

Son fils Hans-Otto a laissé un livre de souvenirs sur son enfance strasbourgeoise, Straßburg, o Straßburg, qui contient de précieux renseignements sur la perception de cette famille germano-alsacienne des événements qu'ils y ont vécus. Lire aussi du même auteur Junge Jahre im Reichspräsidentenpalais, Bechtle Verlag, 1988,  (ISBN 3-7628-0469-9).